# Backhand

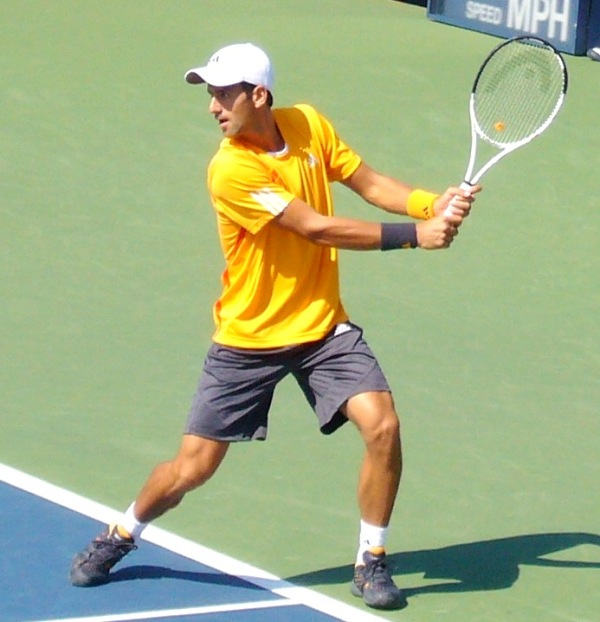
Novak Djokovic em um movimento de backhand no US Open 2009

O backhand é um golpe no ténis no qual se balança a raquete ao redor do corpo com as costas da mão precedendo a palma da mão. Exceto na frase backhand volley, o termo refere-se a um groundstroke (ou seja, aquele em que a bola quicou antes de ser atingida). Contrasta com o outro tipo de groundstroke, o forehand. O termo também é usado em outros esportes de raquete e em outras áreas em que um movimento semelhante é empregado (por exemplo, ao jogar um disco esportivo).
O backhand geralmente é executado a partir da linha de base ou como um "approach shot". Para um jogador destro, um backhand começa com a raquete no lado esquerdo do corpo, continua através do corpo até o contato ser feito com a bola, e termina no lado direito do corpo, com a raquete sobre o ombro direito. O backhand pode ser um golpe com uma ou duas mãos.
Devido ao fato de a mão dominante do jogador "puxar" para o golpe, o backhand geralmente não tem o poder e a consistência do forehand, e geralmente é considerado mais difícil de dominar. No entanto, o backhand de duas mãos fornece mais estabilidade e potência para o tiro, e é cada vez mais usado no jogo moderno. Jogadores iniciantes e de nível de clube muitas vezes têm dificuldade em acertar um backhand, e os jogadores juniores podem ter dificuldade em fazer o movimento se eles não forem fortes o suficiente para acertar. Muitos jogadores avançados ainda têm um forehand significativamente melhor que o backhand, e muitas estratégias no tênis visam explorar essa fraqueza.

## Grips
Durante a maior parte do século XX, o backhand foi atingido com uma mão usando uma empunhadura oriental ou continental. Os primeiros jogadores notáveis a usar um backhand de duas mãos foram os australianos Vivian McGrath e John Bromwich. Começando com Mike Belkin, que foi o primeiro jogador com backhand de duas mãos nos Estados Unidos e Chris Evert na década de 1960, muitos jogadores começaram a usar um grip de duas mãos para o backhand. Pete Sampras e Stefan Edberg mudaram notavelmente do backhand de duas mãos para o backhand de uma mão no final de seu desenvolvimento.

## Forças e fraquezas
- Freqüentemente os jogadores escolhem o tipo de backhand com base na mão dominante - se o jogador for um tanto ambidestro, o backhand de duas mãos pode ser o melhor.
- A partir da década de 1970, muitos dos maiores jogadores usaram o backhand de duas mãos e se tornou mais popular na turnê pro. Backhands de duas mãos têm algumas vantagens importantes sobre os backhands de uma mão:
  - Os backhands são geralmente mais precisos porque ter duas mãos na raquete torna o contato mais estável. Isso também torna mais fácil transmitir topspin na bola (embora não tanto) permitindo mais controle na execução do golpe, enquanto os backhands de uma mão geralmente exigem habilidades motoras mais refinadas para gerar topspin e são menos consistentes em trocas de bolas mais longas.
  - Backhands de duas mãos podem mais facilmente acertar bolas mais altas.
  - Os backhands de duas mãos têm a chance de estar consistentemente mais próximos de poder e / ou precisão no forehand, possivelmente superando-o, o que não é o caso com o one-handed. Pessoas com um backhand visivelmente mais fraco com uma mão tendem a receber bolas de volta para eles naquela ala, dando-lhes uma desvantagem, especialmente com altos chutes e cortes de esquerda.
  - Os backhands de duas mãos podem ser atingidos com uma postura aberta, enquanto os one-handers geralmente precisam ter uma postura fechada, o que acrescenta mais etapas (o que é um problema em níveis mais altos de jogo).
  - Os backhands de duas mãos podem mudar de direção mais facilmente do que os backhands de uma mão, devido a ter mais estabilidade em relação ao tiro com duas mãos, permitindo que o jogador controle melhor a jogada e coloque a bola com mais precisão.
  - Os backhands de duas mãos geralmente são mais fáceis de desenvolver e exigem menos habilidades motoras do que um backhand de uma mão para realizar todas as jogadas básicas. Desde os anos 70, juniores foram ensinados backhands de duas mãos mais frequentemente do que o backhand de uma mão.
- No entanto, os backhands de uma mão têm outras vantagens importantes sobre os backhands de duas mãos:
  - Os backhands de uma mão permitem maior alcance, especialmente enquanto estão correndo.
  - Backhands de uma mão são capazes de acertar bolas mais baixas com mais ritmo e penetração do que os backhands de duas mãos. Eles também podem gerar mais energia quando configurados corretamente e podem ser muito penetrantes quando atingidos corretamente.
  - Os jogadores de backhand com uma mão movem-se para a rede com maior facilidade do que os jogadores de duas mãos porque o tiro permite maior impulso para frente e tem maiores semelhanças na memória muscular para o tipo preferido de volley backhand (one-handed, para maior alcance). É por isso que a maioria dos saques e volleyers emprega um backhand com uma mão.
  - Os backhands de uma mão devem ser acertados mais na frente do corpo do que o forehand, o que permite que eles sejam atingidos com um ponto de impacto mais profundo.
  - Jogadores com uma mão e backhand são muito menos propensos a desenvolver o hábito de jogar voleios com duas mãos, o que é melhor para saques e vôlei.
  - Os backhands de uma mão forçam os jogadores a acertarem bolas altas com uma fatia, fazendo com que eles desenvolvam backhands muito melhores que os de duas mãos.
  - Os backhands de uma mão podem ser guardados mais facilmente do que os backhands de duas mãos para finalizar devido à sua natureza mais plana e penetrante.

Geralmente, ambos os backhands são eficientes no que fazem. Talvez a maior fraqueza citada pela maioria dos treinadores em relação a uma hander é o fato de que requer mais tempo e etapas para ser configurado corretamente - requer um meio passo extra para executar um back-swing adequado e ter o controle adequado sobre o ponto de contato (um backhand de uma mão é atingido de uma posição fechada com o pé dominante colocado na frente, enquanto os dois handers podem ser acertados tanto na posição aberta quanto na fechada). Isso dificulta os jogadores que usam um backhand com uma mão em superfícies rápidas, já que a alta velocidade da maioria dos tiros na unidade dá a eles muito pouco tempo para preparação e configuração de suas tacadas. No entanto, há muitos jogadores que podem fazer suas jogadas corretamente mesmo com pouco tempo para preparação e podem acertar backhands efetivos com uma mão mesmo em superfícies rápidas (o exemplo mais notável é Roger Federer, que pode acertar as tacadas com o backhand em todas as superfícies) a mesma consistência de dois handers). Stan Wawrinka é outro exemplo de um jogador que acerta um backhand de mão consistente em todos os tipos de superfície com a mesma margem de erro. O tipo de backhand usado por um jogador se resume à preferência principalmente pessoal e ao estilo do jogo. Desde a década de 1970, no entanto, o backhand de duas mãos teve um pico de popularidade e agora é mais amplamente ensinado do que o backhand de uma mão.
Muitos grandes nomes do tênis usam o backhand de uma mão. Tais jogadores incluem: Roger Federer, Stefan Edberg, Pete Sampras, Justine Henin, Steffi Graf, Gustavo Kuerten, Amelie Mauresmo, Martina Navratilova, Stan Wawrinka, Don Budge, Ken Rosewall e Rod Laver.

## Técnica
Apesar de haver muitas variações e estilos diferentes, em geral, existem três técnicas diferentes para acertar o backhand de uma mão. A primeira é a fatia, a versão mais antiga do backhand, que foi popularizada por muitos jogadores clássicos como Ken Rosewall e ainda foi usada até a década de 1980, mesmo na turnê feminina, com muitas grandes campeãs como Steffi Graf. ter um dos backhands de fatia mais eficazes e mais baixos. O backhand de fatia é considerado o mais simples e é o mais fácil de aprender em termos de técnica. No entanto, é muito mais difícil de dominar. Ao contrário da fatia por si só, o backhand de fatia se refere a um jogador usando continuamente uma fatia em seu backhand como um tiro comum, em vez de por variedade. A maioria dos backhands de slice é executada com um grip continental, idêntico ao backhand volley. O movimento também é simples e envolve um corte a cerca de 45 graus da parte inferior da bola. A ação da fatia mais próxima da parte inferior resulta em uma bola mais alta e mais lenta, normalmente usada para lobs, enquanto um corte mais próximo ao lado da bola resulta em uma bola mais rápida e mais baixa. É considerado difícil ser capaz de consistentemente extrair fatias profundas, baixas e rápidas, e requer muita prática e finesse. Tais backhands de fatia freqüentemente impedem que os adversários fiquem facilmente embaixo da bola e acertem vencedores fáceis. Também diminui o ritmo da bola devido ao giro inverso, dando tempo para o jogador antecipar e preparar tiros. Por exemplo, Steffi Graf costumava usar o backhand de sua fatia para ganhar tempo para ela se movimentar e bater nos forehands do avesso, seu tiro de assinatura. Ele também pode funcionar como um bom blefe para acertar drop-shots ou mesmo drop-shots falsos.
Dos anos 1940 aos anos 1960, o backhand simples de uma mão foi popularizado por muitos jogadores, o mais famoso Rod Laver e Don Budge . Ele foi um dos primeiros jogadores a usar um backhand simples com uma só mão. Embora tiros planos ou altos não fossem raros na época, eles não eram tiros comuns e eram usados principalmente apenas para variedades, especialmente no lado de backhand. Essas fotos geralmente eram mais rápidas, mas eram consideradas mais difíceis de aprender e executar. Ainda hoje, ainda há muitos jogadores que usam o backhand single-handed, como Stan Wawrinka e Roger Federer, apesar de terem acrescentado mais giro superior para lidar com o top-spin de outros jogadores também. No entanto, na década de 1980, o backhand single-handed era a norma para a maioria dos jogadores de backhand, com jogadores famosos como Stefan Edberg, John McEnroe e Pete Sampras usando-os com grande eficácia. As vantagens do backhand flat de uma mão incluem sua velocidade, os ângulos que pode produzir e sua profundidade. Geralmente é executado com uma empunhadura oriental ou semi-ocidental, e envolve um "throw-back" no qual a raquete é puxada através do corpo do jogador, às vezes com a ajuda da mão esquerda, e uma liberação para acertar a bola seguida por um follow-through e final muito maior em comparação com o backhand de fatia.
Enquanto Björn Borg foi considerado como tendo um backhand de duas mãos, ele soltou sua raquete com uma mão, e foi sem dúvida o catalisador para a evolução e popularidade do backhand de duas mãos, assim como o backhand de mão única. . Na década de 1980, quando mais jogadores estavam usando jogadores de backhand de primeira mão, acharam mais difícil acertar backhands baixos devido à dificuldade de neutralizar o giro. Portanto, muitos jogadores incorporaram muito mais top-spin em seus backhands, o que era incomum na época. Até hoje, muitos jogadores que são considerados os melhores backhands de uma só mão, como Richard Gasquet, usam um backhand de alto nível. Outros jogadores atuais que o usam incluem Nicolás Almagro e Grigor Dimitrov (embora ele também seja capaz de acertar em cheio). Isso ajudou os jogadores de backhand com uma mão a lidar com altas bolas giratórias. As vantagens do backhand single-handed incluem consistência, posicionamento, os ângulos que ele pode produzir, assim como sua capacidade de lidar com bolas altas. O single-backhand "flicks" também evoluiu devido à popularização do backhand single-back. Ao contrário do backhand simples de uma mão, os backhands de mão única são quase sempre executados com o Semi-Western ou mesmo o Western Grip. Richard Gasquet, que é considerado um dos mais elegantes e eficientes backhands de uma mão, é conhecido por sua ação longa e sinuosa em seu backhand e seu elegante acompanhamento. O backhand single-handed é provavelmente o mais difícil de aprender. Envolve o jogador que emprega uma empunhadura semi-ocidental ou ocidental, enrolando a raquete em torno de seu corpo e, mais importante, trazendo-a abaixo da bola. Então, ele tem que acertar a bola no meio para a parte inferior da bola enquanto enrola a mão para cima e para frente, em uma ação de "limpador de janelas". Um erro que muitas vezes é cometido nesta execução não é trazer a raquete baixa o suficiente ou não ter um follow-through.
Muitos grandes jogadores empregam uma combinação de dois ou até três estilos diferentes. Por exemplo, Stan Wawrinka, que é dito ter um dos backhands mais poderosos de uma só mão, pode acertar backhands extremamente baixos, mas também pode aplicar top-spin a eles. Stefan Edberg no passado, juntamente com Roger Federer e Grigor Dimitrov são capazes de aplicar todos os três, usando os backhands slice, flat e top-spin de forma eficaz. Essa variedade torna difícil para o adversário adivinhar que tipo de tiro eles vão jogar.

## Grandes backhands

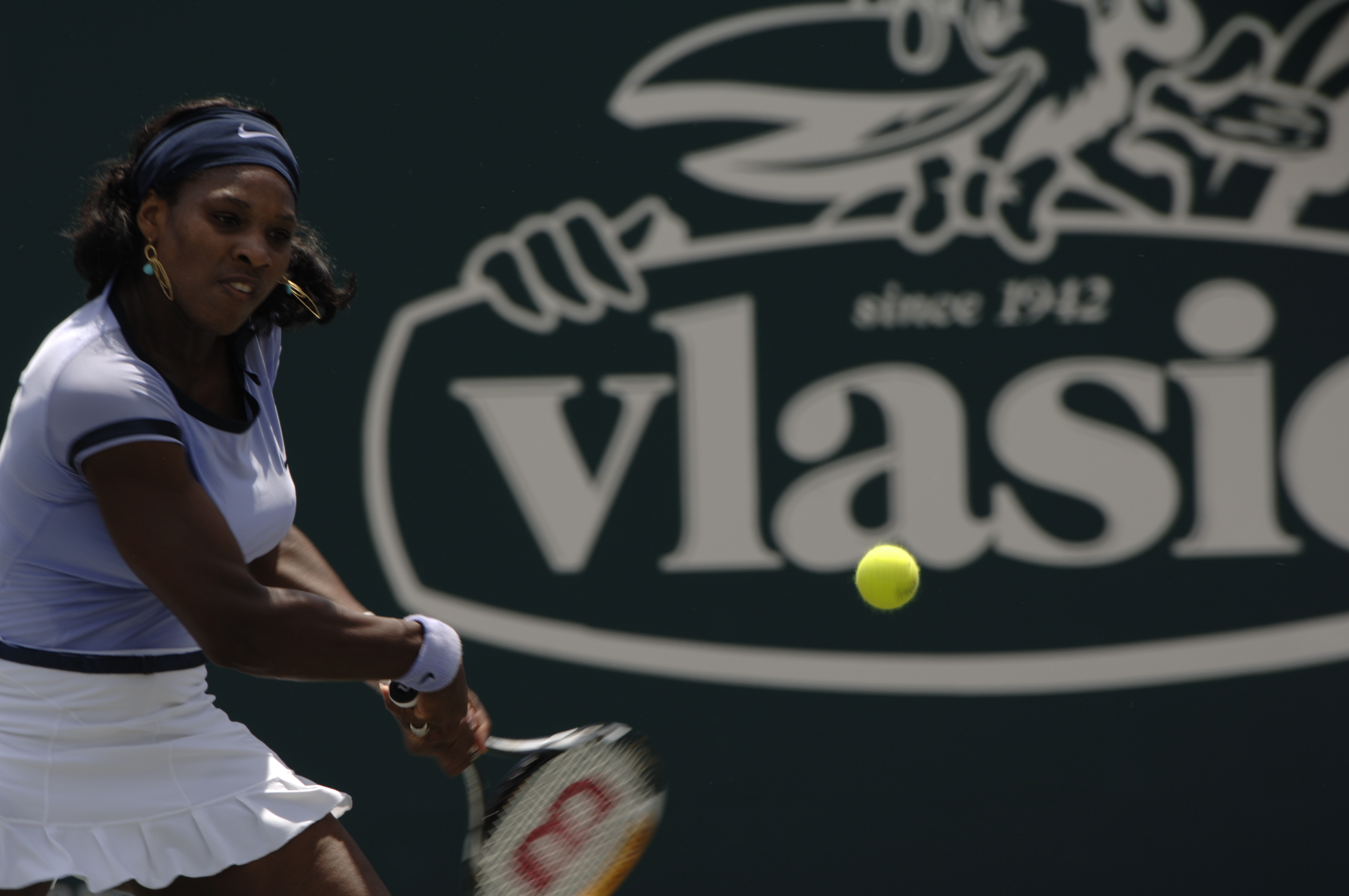
Serena Williams se preparando para acertar um backhand.

O jogador há muito tempo considerado o melhor backhand de todos os tempos, o campeão amador e profissional Don Budge, teve um poderoso golpe de uma mão nas décadas de 1930 e 40, que deu um topspin na bola. Ele usou um grip oriental, e algumas fotos mostram o polegar estendido ao longo do lado da raquete para maior apoio. Ken Rosewall, um outro campeão amador e profissional conhecido por seu backhand de uma mão, também usou um grip continental para bater um backhand slice precisa mortal com underspin ao longo dos anos 1950 e 60. Os conhecedores do jogo também classificam os backhands do sueco Henrik Sundström como tecnicamente magníficos e poderosos como muitos forehands, mas a carreira de Sundström foi interrompida por uma lesão.
Em sua autobiografia de 1979, Jack Kramer dedica uma página aos melhores golpes de tênis que já viu. Ele escreve: "BACKHAND - Budge foi o melhor, com Kovacs, Rosewall e Connors na próxima classificação (embora, como eu disse, o 'backhand' de Connors é realmente um forehand de duas mãos). Apenas de passagem, o mais estranho golpe competitivo foi o backhand que pertenceu a Budge Patty. Foi um tiro fraco, um pequeno chip. Mas, de repente, no match point, Patty teve um backhand bem firme. Ele era um jogador de fósforo infernal."
Na pro tour masculino, mudanças dramáticas ocorreram desde então. Na década de 1980, muitos grandes jogadores, como Stefan Edberg, Ivan Lendl, Henrik Sundström e John McEnroe, lideravam o ataque com seus versáteis backhands de uma mão. Mas uma nova onda de jogadores, como Jimmy Connors, Björn Borg e Mats Wilander, começou a mostrar ao mundo que os backhands de duas mãos também podem oferecer grandes vantagens. Os jogadores agora poderiam aumentar a velocidade e o controle de suas duas mãos em tiros defensivos importantes, como retornos, passando tiros e lobs. Desde então, muitos jogadores seguiram essa tendência. Entre os principais estão Andre Agassi, Jim Courier, Sergi Bruguera, Marat Safin, Novak Djokovic, Andy Murray e David Nalbandian (detentor do backhand mais rápido em 110   mph (171   km / h)), Nikolay Davydenko, Lleyton Hewitt, e Gilles Simon. No entanto, o backhand de uma mão ainda é usado com eficácia por alguns jogadores como Roger Federer, Richard Gasquet, Stan Wawrinka, Dominic Thiem, Philipp Kohlschreiber, Mikhail Youzhny, Tommy Haas e Grigor Dimitrov .
Na turnê feminina, o backhand de Justine Henin foi considerado parecido com o masculino, com John McEnroe dizendo: "Justine Henin tem o melhor backhand de uma mão só no jogo masculino e feminino. O backhand de Henin é descrito como uma arma mortal que é espontânea, precisa e poderosa. Ela pode acertar tiros com a mão mortal nas costas." Muitos estilos diferentes de backhand surgiram no final dos anos 80, incluindo o backhand fatiado de Steffi Graf, e o backhand de Monica Seles, caracterizado pela rapidez de execução. O backhand de duas mãos começou a ganhar popularidade com o backhand de uma mão na década de 1990 (mesmo tendo havido grandes campeões de tênis cujo backhand foi de duas mãos, Chris Evert sendo um exemplo). Alguns dos maiores backhands de duas mãos do jogo moderno incluem Serena Williams, Martina Hingis, Venus Williams, Maria Sharapova, Kim Clijsters, Lindsay Davenport e Jelena Janković. Serena Williams, Venus Williams e Maria Sharapova possuem backhands duplos que são considerados os melhores e mais poderosos da turnê. Eles podem danificar seus oponentes de qualquer canto da quadra com seus backhands, sendo capazes de criar ângulos que são muito mais difíceis de criar com um backhand de uma mão. Algumas das maiores rivalidades na história do tênis são simbolizadas por dois estilos diferentes de backhand. Estes incluem a rivalidade Evert-Navratilova dos anos 80 com o backhand fatiado de uma mão de Martina Navratilova contra o backhand de duas mãos perfeitamente controlado de Chris Evert, a rivalidade de Borg-McEnroe do mesmo período com o backhand de duas mãos de Bjorn Borg . contra o backhand de John McEnroe e a rivalidade de Federer-Nadal com o backhand de Roger Federer, com muita topspin ou backspin, contra os poderosos e achatados de Rafael Nadal . mão de backhand.